# イヌスギナ

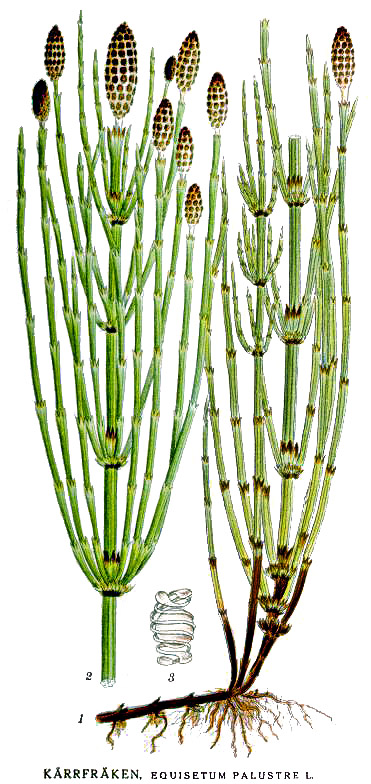
図版

イヌスギナ Equisetum palustre L. はトクサ科のシダ植物の1つ。スギナに似ているがツクシは生じず、栄養茎の先端に胞子嚢穂をつける。牛に対する毒性を持つことでも知られる。

## 特徴
地下茎を多く伸ばす多年生の草本。夏緑性で、冬には地上部は枯れる。地下茎は細長くて節があって黒褐色をしており、横に伸び、あるいは斜め上向けに伸びて節からひげ根を出す。地下茎の先端、あるいは節から地上に直立する茎を伸ばす。地上の茎にはスギナのような栄養茎と胞子茎の2形（いわゆるスギナが栄養茎、ツクシが胞子茎）はなく、胞子嚢穂は栄養茎の一部の先端に生じる。栄養茎は直立し、分枝はなく、背丈は30～60cmになる。茎の太さは基部で3mm程度、その表面には縦に隆起線が多数走り、節には鞘がある。葉鞘は縁の突出部(歯片)を含めて長さ1～1.2cm、緑色で、歯片は披針形で先端は尖り、褐色から黒く変わり、縁には白い膜状部がある。節からは輪生状に細い枝を出し、この枝には5本の隆起線がある。側糸がでるのは茎の上半分ほどの部分であるが、先端は長く伸びて側枝の出ない部分がある。側枝は斜め上向けに伸びて長さ5～20cmになり、分枝はない。ただし側枝を出さない茎もある。
胞子嚢穂は茎の先端に着き長楕円形をしており、初めは褐紫色をしているが後に黄色味を帯びる。胞子嚢穂の長さは1～3.5cmで、0.5～3cmの柄がある。
和名は犬杉菜の意味で、スギナのように食用にならない利用度のないスギナ、との意味である。英名は Marsh Horsetail （湿地のトクサ）である。

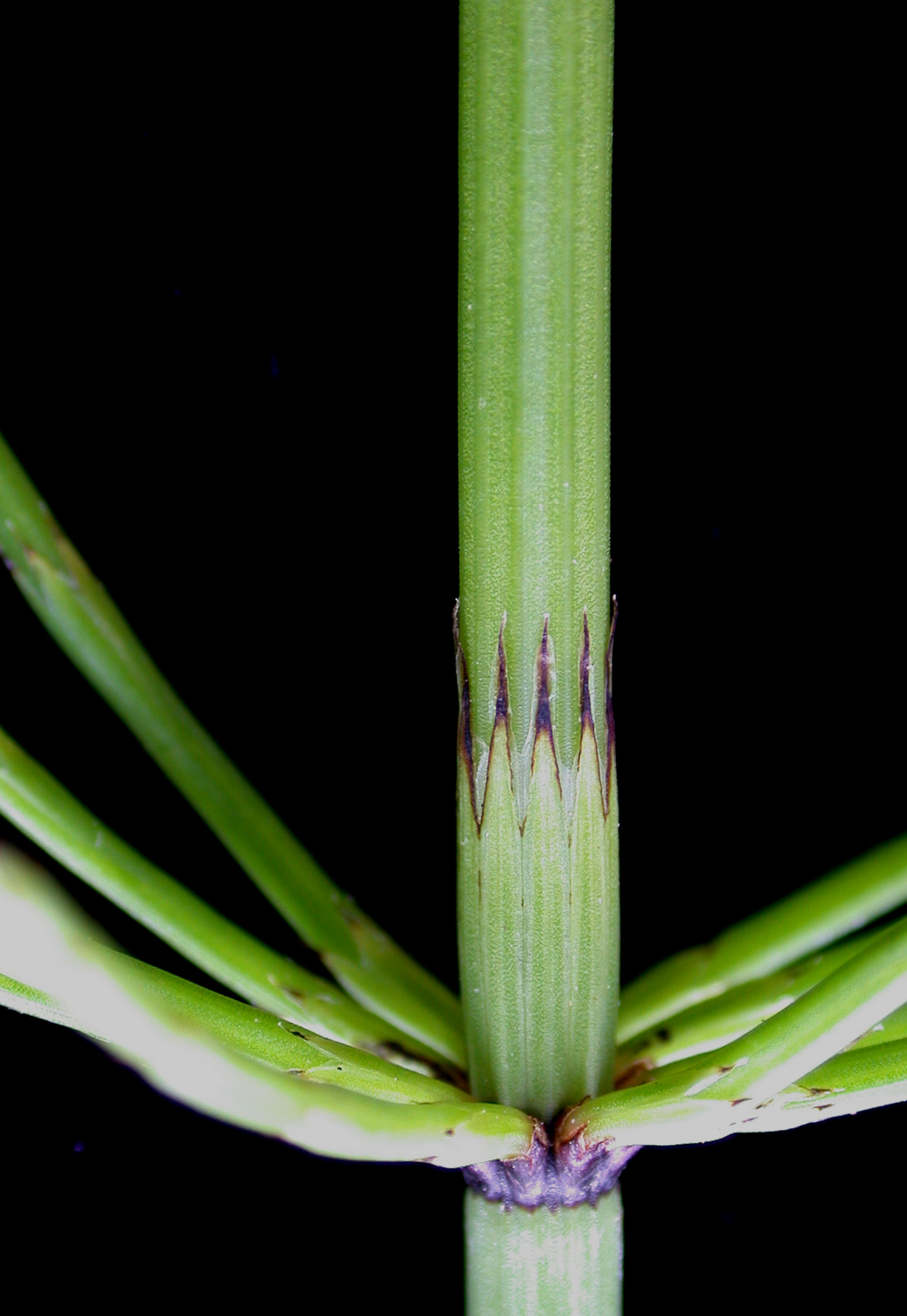
主軸と鞘の部分
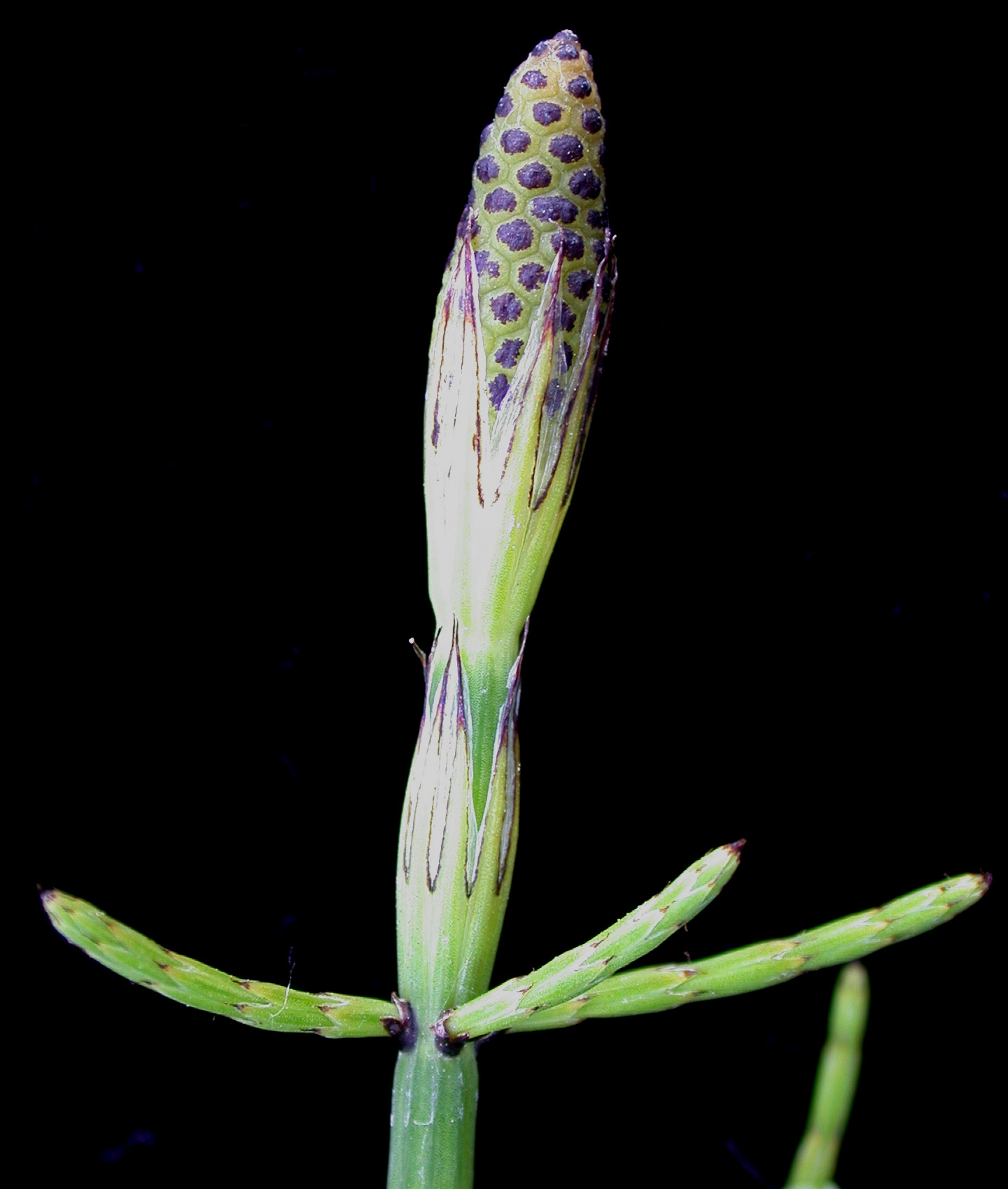
若い胞子嚢穂
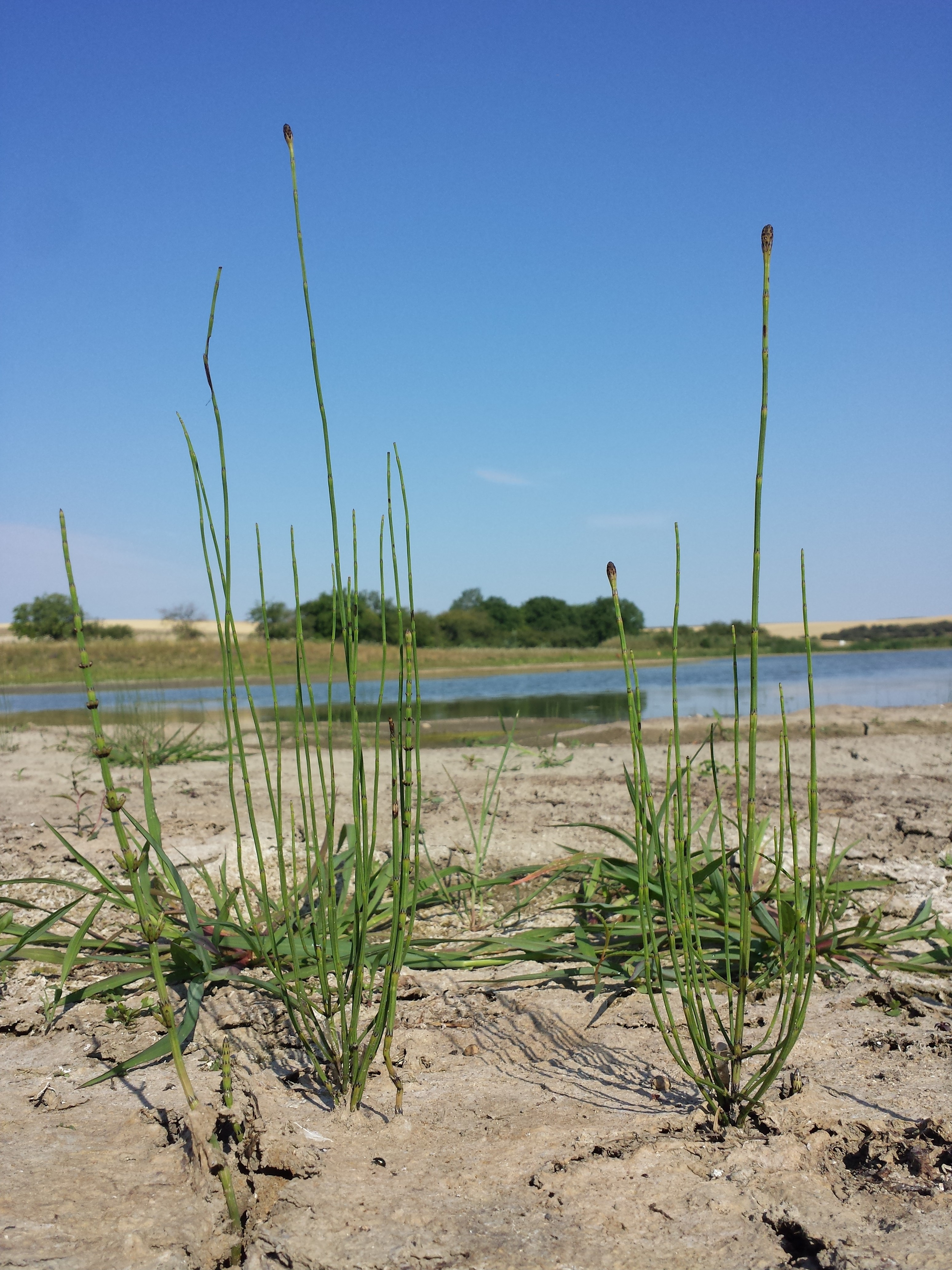
側枝が発達しないタイプ
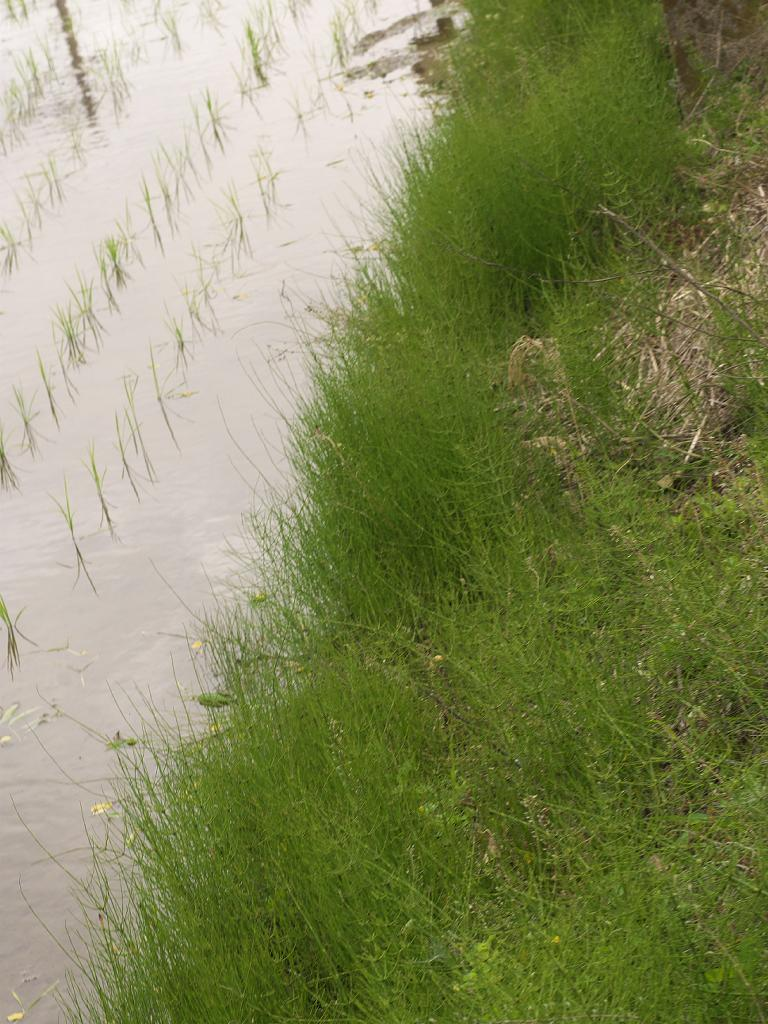
水田の畦に繁茂している様子

## 分布と生育環境
日本では北海道と本州の関東地方以北にあり、世界的には北半球の温帯域に広く分布するものである。本州での分布は長野県と関東地方以北、及び愛知県、岐阜県、滋賀県、島根県で、東北日本においては普通種となっている。
原野、河原、沼沢地などやや湿ったところに生える。草地、水田と畦の縁、河川、土手などに生え、スギナより湿ったところを好む。

## 分類、類似種など
本種の属するトクサ属には世界に18種があり、3つの亜属に分けられており、本種を含む亜属はミズドクサ亜属 subgen. Equisetum には世界に8種がある。そのうちで日本には以下の5種がある。
- E. arvense スギナ
- E. fluviatile ミズドクサ
- E. palustre イヌスギナ
- E. pratense ヤチスギナ
- E. sylvaticum フサスギナ

この内の4種はスギナのように胞子茎を別に生じるもので、本種のように茎に2形を示さないものとしてはミズドクサがある。この種は背丈が1m、茎の太さが0.5～1cmになる大型のもので、また茎の表面の縦条が12～24あるが目立たない、といった点で本種とは異なる。またこの種は本州の中部地方以北、北海道に分布する。
現実的にはスギナとの区別が問題になるだろう。分布域は大きく重複しており、似たような環境に出現し、特に田畑にも出現するものである。本種はツクシを生じないのでその点で判別出来るが、何しろツクシは春の一時期しか存在せず、夏には栄養葉のみとなるので見分けるのに利用出来ない。本種は栄養茎の先端に胞子嚢穂をつける点でも区別は出来るが、全ての茎に着けるわけではなく、また胞子嚢穂は成熟の後に脱落する。胞子嚢穂を形成する時期はスギナでは春の初めに限定されるが、本種では春から秋まで見られる。またスギナにも栄養茎の先端に胞子嚢穂をつけるものがあり、これをミモチスギナ f. campestre といい、いよいよ本種との区別がややこしくなる。本種の方がやや大きいこと、より湿った地を好むことなども異なるが、はっきり区別出来る特徴としては茎の葉鞘が本種では長いこと（スギナでは5mm）などがあげられる。
分子系統的な研究によると、上記のミズドクサ亜属が単系統をなすが、その中で本種はスギナとはさほど近縁ではなく、本種と最も近いのはヤチスギナであるとされている。

### 種内分類など
本種は分布も広く、生育環境の幅も広く、その形態にも多様性が見られ、それらを分類することも行われてきた。例えば主軸の節毎に多数の小枝を規則的に輪生させるものから節毎にごく少数の小枝を不規則に出すもの、小枝の長いもの、短いもの、胞子嚢穂を主軸上にだけつけるもの、胞子嚢穂を小枝の先端にもつけるもの、など様々な型が見られ、変種や品種の記載も行われてきた。ただしそれらには混乱も多いと言い、1947年にFelnand はそれらの文献情報を含めてきたアメリカのものを検討し、9つのタイプに纏めて見せたが、それらの扱いは品種 forma 止まりであった。
これらの形態的な違いは環境の要素に依るところが大きく、また年周記での季候の変化と連動した変化もある。例えばフィンランドで、耕されていない土壌では、生殖茎、栄養茎共にその原基は秋に形成されるが、ここで降水量が中庸の場合には降雪の前に芽が発達し始め、10～11月には芽がその姿を現すが、このような茎はほとんど枝を出さない。春の初めに顔を出した新芽、特に生殖茎では茎は標準的なものより硬く、またその初期にはほとんど枝を出さず、6月の前半になって枝を出し始めるが、それは標準より厚くて短いものである。時として、特に日陰の場合、枝の生長は茎の最下部のもののみに見られる。強い日陰や土質が過湿の場合には枝の生長が明確に遅れる場合もある。
いずれにしても本種の種以下の分類では明確に区別すべきものは特にないようで、上記の品種などに関しても岩槻編著(1992)などでは一切言及がない。

## 利害
スギナと同様に薬用に用いる地域もある。
他方、害の方は幅広い。スギナは農業上で害の大きくて駆除の難しい雑草として知られるが、本種もほぼそれにならう。トクサ科において雑草化しているのは本種とスギナの2種のみ、との声もある。ただし、スギナの抑圧や防除に関する記述ほどには本種への言及は見かけない。
それ以上に問題とされるのは本種が毒性を持つことで、特に牛が食べた場合に顕著な中毒症状を起こすことが知られている。本種の有毒成分はアルカロイドの一種であるパルストリンとされており、本種を乾燥させたものが2グラム混入した飼料を食べた牛は牛乳の生産量が下がり、より多くを摂取した場合には食欲減衰、下痢、一般的な不調をもたらす。馬の場合、少量ではそれほどの影響を受けないが、長期にわたって特に多量に摂取した場合、それに特に好適でない環境下にあった場合には強い障害を受けることがあるが、これは同属の他種でも同じである。
日本でも本種による被害が出た事例はあり、例えば昭和44年から48年にかけて埼玉県下の江戸川河川敷に造成された牧草地から収穫した主としてイタリアンライグラスとクローバーからなる牧草をに本種が混入していたため、給与された乳牛が中毒を起こし、症状としては主として腹痛と下痢であった。
なお、本種もスギナもチアミン分解酵素を持つために食べさせるとビタミンB1欠乏症を起こす場合がある点は同じである。

## 保護の状況
環境省のレッドデータブックでは取り上げられていないが、都県別では東京都、岐阜県、滋賀県、島根県で絶滅危惧I類、石川県と愛知県で絶滅危惧II類、埼玉県と長野県で準絶滅危惧の指定がある。ほぼ分布域の西南限の指定と思われる。東京都では湿田や溜池の周辺の局地的に見られたものが、耕作放棄や湿地の改変や消失、富栄養化や遷移の進行等で生育地が減少していることを問題としている。岐阜県ではそれらに加え、見かけではスギナとほとんど変わらないために地元民に貴重な植物であると認識して貰えない、との声もある。愛知県では生育が確認された地が高速道路建設で消失した事例を挙げ、草刈り等では問題はないが、耕地整理や宅地化などでは消失することに配慮すべき、としている。